# Zegerscappel

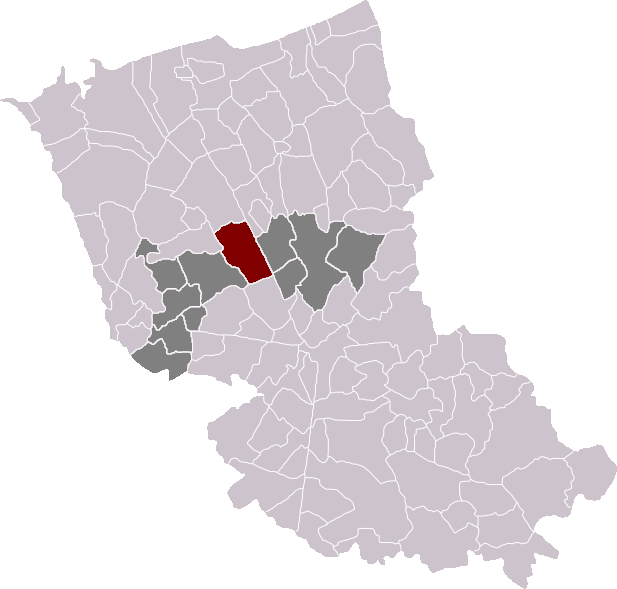
Localització de Zegerscappel

Zegerscappel (en neerlandès Zegerskappel) és un municipi francès, situat a la regió dels Alts de França, al departament del Nord, que forma part de la Westhoek. L'any 2006 tenia 1.463 habitants. Limita al nord-oest amb Eringhem, al nord-est amb Crochte, al nord amb Pitgam, a l'est amb Esquelbecq, a l'oest amb Bollezeele, al sud amb Arnèke, i al sud-est amb Ledringhem.

## Demografia
| Evolució de la població Cassini i INSEE |       |       |       |       |       |       |       |       |
| 1793                                    | 1800  | 1806  | 1821  | 1831  | 1836  | 1841  | 1846  | 1851  |
| 1 650                                   | 1 707 | 1 769 | 1 823 | 1 775 | 1 805 | 1 875 | 1 746 | 1 709 |

| 1856  | 1861  | 1866  | 1872  | 1876  | 1881  | 1886  | 1891  | 1896  |
| ----- | ----- | ----- | ----- | ----- | ----- | ----- | ----- | ----- |
| 1 702 | 1 739 | 1 768 | 1 762 | 1 771 | 1 699 | 1 608 | 1 568 | 1 545 |

| 1901  | 1906  | 1911  | 1921  | 1926  | 1931  | 1936  | 1946  | 1954  |
| ----- | ----- | ----- | ----- | ----- | ----- | ----- | ----- | ----- |
| 1 535 | 1 611 | 1 497 | 1 400 | 1 367 | 1 341 | 1 306 | 1 344 | 1 242 |

| 1962  | 1968  | 1975  | 1982  | 1990  | 1999  | 2006 | 2011 | 2016 |
| ----- | ----- | ----- | ----- | ----- | ----- | ---- | ---- | ---- |
| 1 193 | 1 202 | 1 208 | 1 179 | 1 252 | 1 200 | -    | -    | -    |

| 2019 | - | - | - | - | - | - | - | - |
| ---- | - | - | - | - | - | - | - | - |
| -    | - | - | - | - | - | - | - | - |

## Administració
| Període   | Identitat           | Partit |
| --------- | ------------------- | ------ |
| 2001-2008 | Gérard Bécue        |        |
| 2008-     | Béatrice Ryckebusch |        |